# Скоропадские
Скоропа́дские (укр. Скоропадські, пол. Skoropadski) — казацко-старшинский род украинского происхождения, позднее возведённый в малороссийское дворянское достоинство. Из Скоропадских происходят гетман Войска Запорожского обоих берегов Днепра Иван Ильич Скоропадский, гетман всея Украины (в 1918 году) Павел Петрович Скоропадский, а также нескольких представителей высшей войсковой аристократии Войска Запорожского.
Сторонниками гетманского движения считались претендентами на украинский престол.

## История рода
Согласно преданиям, Скоропадские были выходцами из Польши: польские подданные Скоропадские поселились первоначально близ Умани, вместе с Кочубеями и Лукомскими.
Семейное предание говорит, что Фёдор Скоропадский, выселившийся из Польши на Украину с правого на левый берег Днепра во время униятских смут, служил в войске гетмана Богдана Хмельницкого, был убит в сражении при Жёлтых Водах (1648). Его сын Илья был генеральным референдарием Правобережной Украины. Документальная история рода Скоропадских начинается с сыновей Ильи — Ивана, Василия и Павла. Когда Умань была разорена турками (1764), переселились на левый берег Днепра и два старших Скоропадских, а третий был взят турками в плен, по истечении 30 лет был отыскан в плену, по просьбе старшего брата, одним казаком, возвратился на родину; старшим братом, в то время гетманом, назначен на должность бунчукового товарища, получив во владение небольшую маетность. Последний представитель семьи Павла — бунчуковый товарищ Тимофей (женившегося в плену на турчанке), постригся в монахи, передал своё наследство двоюродным братьям, сыновьям Василия.

### Василий Ильич Скоропадский и его потомство
Василий получал повышения по службе вслед за повышениями старшего брата Ивана; был березинским сотником, а потом сделан черниговским полковым обозным, накупил себе много земель в разных местах черниговского полка, строил на них мельницы, садил слободы (за ним было много сёл в теперешнем Сосницком уезде). От брата получены им были и маетности, которые в 1718 году закреплены царской грамотой; умер он в 1727 году. Из его сыновей, Ивана и Михаила, первый остался как-то в неизвестности, а Михаил Скоропадский стал потом одним из важных чиновников. Дети его — Иван, Яков и Пётр окончили курс в Киевской Академии. Через несколько лет после смерти отца первый получил уряд генерального есаула, а второй — бунчужного. В 1762 году Иван отказался подписать челобитную о предоставлении гетманской булавы по наследственной линии семьи графа Разумовского; в 1767 году избран в число депутатов в Комиссию для составления нового уложения. Заведовавший в то время малороссийскими делами граф Румянцев писал об Иване Скоропадском Екатерине II, что он «при всех науках… остался казаком», в другой раз (27 февраля 1768) — что «Скоропадский всех прочих руководитель, ибо возмечтал быть выбранным в гетманы». По отзыву Екатерины II, в ответном письме к Румянцеву, «Скоропадский ведёт себя (в столице), как волк, и ни с кем из наших знаться не хочет»; умер он в 1782 году.

## Описание герба
Герб рассечен. В правом серебряном поле казак в червлёной одежде, с ружьем на плече. В левом червлёном поле накрест три серебряные стрелы вниз, перевязанные золотой лентой.
Над щитом коронованный шлем. Нашлемник: три страусовых пера, боковые серебряные, среднее червлёное, на нём золотая булава вверх. Намёт: серебряный с червлёным. Щитодержатели — два встающих на задние ноги серебряных коня с червлеными глазами. Щит покрыт мантией, которую венчает гетманская шапка. Девиз: червлёным по серебру: «CONJUNGIT FAVORES» («Соединяет милости»). Герб Скоропадских внесен в Часть 13 Сборника дипломных гербов Российского Дворянства, не внесенных в Общий Гербовник, стр. 45.

## Известные представители рода
- Скоропадский, Василий Ильич (ум. 1727) — казацкий военный и политический деятель, генеральный бунчужный в составе Малороссийской коллегии.
- Скоропадский, Георгий Васильевич (1873—1925) — русский общественный деятель и политик.
- Скоропадский, Даниил Павлович (1904—1957) — украинский политический и общественный деятель, сын гетмана Павла Скоропадского.
- Скоропадский, Иван:[править]  -  Скоропадский, Иван Ильич (1646—1722) — гетман Войска Запорожского.
  -  Скоропадский, Иван Михайлович (1805—1887) — губернский секретарь, впоследствии надворный советник, украинский меценат.
- Скоропадский, Михаил Васильевич (1697—1758) — генеральный подскарбий Войска Запорожского.
- Скоропадский, Павел Петрович (1873—1945) — генерал-лейтенант Русской императорской армии, гетман всея Украины (в 1918 году).
- Скоропадский, Пётр Иванович (1834—1885) — черниговский помещик из рода Скоропадских, участник Кавказской войны, полковник.

### Скоропадская
- Скоропадская, Анастасия Марковна (1667—1729) — вторая жена гетмана Ивана Скоропадского.
- Скоропадская, Елена Павловна (1919—2014) — младшая дочь последнего гетмана Украины Павла Скоропадского.
- Скоропадская, Елизавета Павловна (1899—1976) — украинский политик в эмиграции, руководитель Союза гетманцев-державников, скульптор.

- Скоропадская Анастасия Марковна — 2-я жена Ивана Ильича Скоропадского, играла значительную роль при муже.